# GE Vernova
GE Vernova Inc, ehemals GE Power und GE Energy, ist ein US-amerikanisches Unternehmen mit Hauptsitz in Cambridge, Massachusetts, das Energieanlagen herstellt und damit verbundene Dienstleistungen anbietet. Das Unternehmen entstand 2024 aus der Aufspaltung des Mischkonzerns General Electric.

## Geschichte
Das heutige Unternehmen geht u. a. auf die Unternehmensdivision GE Power zurück, welche 2008 unter dem Namen GE Energy gegründet wurde. General Electric übernahm 2014 das Energiegeschäft des französischen Konzerns Alstom. Im Jahr 2015 wurde die französisch-amerikanische Tochtergesellschaft GE Renewable Energy durch die Übernahme der Energieaktivitäten (Alstom Power und Alstom Grid) von Alstom gegründet, welche auf erneuerbare Energien spezialisiert war. Es umfasste Aktivitäten im Bereich Sonnen- und Windenergie sowie Wasserkraft. Im Oktober 2016 verkündete General Electric die Übernahme von LM Wind Power, einem dänischen Unternehmen, das einer seiner Hauptlieferanten für Windturbinenblätter war, für 1,65 Milliarden US-Dollar.
Am 9. November 2021 gab General Electric nach langanhaltenden finanziellen Problemen bekannt, dass es sich in drei börsennotierte Unternehmen aufteilen würde. Im darauffolgenden Jahr wurde bekannt gegeben, dass die Namen der drei neuen Unternehmen GE HealthCare, GE Aerospace und GE Vernova lauten würden. GE Vernova wurde am 28. Februar 2023 gegründet und entstand aus den Unternehmensabteilungen GE Power, GE Renewable Energy, GE Digital und GE Energy Financial Services. Das Board of Directors von General Electric stimmte der Abspaltung von GE Vernova zu und am 2. April 2024 wurde GE Vernova als eigenständiges Unternehmen an der New York Stock Exchange gelistet.
Im Mai 2024 veräußerte GE Vernova seine Aktivitäten im Bereich der Kernenergie in Frankreich an Électricité de France.

## Unternehmensstruktur
GE Vernova ist in vier Abteilungen mit Tochtergesellschaften in den Vereinigten Staaten, Frankreich und Dänemark organisiert:
- Power
  - GE Vernova Gas Power
  - GE Steam Power (im Mai 2024 fast vollständig an EdF verkauft)
  - GE Hitachi Nuclear Energy
  - GE Renewable Energy Hydro, ehemals Alstom Power Hydro

- Wind
  - GE Onshore Wind
  - GE Offshore Wind, ehemals Alstom Wind
  - LM Wind Power
- Electrification Systems
  - GE Power Conversion
  - GE Grid Solutions, ehemals Alstom Grid
  - GE Solar and Storage Solutions
- Electrification Software, ehemals GE Digital